# Paraphidippus incontestus
Paraphidippus incontestus är en spindelart som först beskrevs av Banks 1909.  Paraphidippus incontestus ingår i släktet Paraphidippus och familjen hoppspindlar. Inga underarter finns listade i Catalogue of Life.